# Ніколаєвка (Благовіщенський район, Башкортостан)
Нікола́євка (рос. Николаевка, башк. Николаевка) — село у складі Благовіщенського району Башкортостану, Росія. Адміністративний центр Ніколаєвської сільської ради.
Населення — 668 осіб (2010; 576 в 2002).
Національний склад:
- росіяни — 83 %